# Universidade Virtual Gukje
A Universidade Virtual GukJe (hangul: 국제디지털대학교; hanja: 國際디지털大學校; rr: Gukje Dijiteol Daehakkyo; MR: Kukche dijit‘ŏl Taehakkyo) é uma universidade privada da Coreia do Sul. De acordo com a Lei de Ensino Superior revisada em 2008, a mesma foi transformada de uma Universidade Remota para uma Universidade de Ensino a distância.

## Principais cursos
- Faculdade de Gestão e Propriedade Imobiliária
  - Departamento de Administração de Empresas
  - Departamento de Propriedade Imobiliária

- Faculdade de Saúde e Bem Estar
  - Departamento de Saúde e Administração de Bem-Estar
  - Departamento de Assistência Social
  - Departamento de Aconselhamento de Bem-Estar Infantil
  - Departamento de Educação Continuada
  - Departamento de Bem-Estar
  - Departamento de Aconselhamento e Psicoterapia

- Faculdade de Artes e Educação Física
  - Departamento de Esportes e Lazer
  - Departamento de Negócios de Beleza
  - Departamento de Entretenimento